# Cervoni Polohî, Lubnî
Cervoni Polohî (în ucraineană Червоні Пологи) este un sat în comuna Lîtveakî din raionul Lubnî, regiunea Poltava, Ucraina.

## Demografie
Componența lingvistică a localității Cervoni Polohî
     Ucraineană (98,95%)
     Rusă (1,05%)
Conform recensământului din 2001, majoritatea populației localității Cervoni Polohî era vorbitoare de ucraineană (98,95%), existând în minoritate și vorbitori de rusă (1,05%).